# Ariobarzanes (Persia)
Ariobarzanes (368 a. C.-330 a. C.), noble persa, sátrapa de la región de Persia (actual Fars), defensor de la Puerta Persa durante la invasión de Alejandro Magno.

## Contexto histórico
Ariobarzanes (en persa antiguo Ariyabrdna) es conocido por ser el persa que fue capaz de prácticamente derrotar al conquistador macedonio Alejandro Magno en la Puerta Persa. Anteriormente, en la Batalla de Gaugamela (1 de octubre del 331 a. C.), había comandado un regimiento de soldados reclutados a lo largo del Golfo Pérsico. No está claro qué clase de gente eran, pero no sorprende que fuera el sátrapa de Persia su jefe en la batalla, ya que Persia se encontraba situada justo al norte del golfo.
Lo más sorprendente es que el rey aqueménida Darío III hubiera nombrado un sátrapa en Persia ya que parece que previamente este cargo no existía. Es posible que Darío, quien había llegado al poder en un período de gran confusión, necesitara un hombre de confianza en casa mientras él estaba lejos combatiendo contra los invasores en Issos o Gaugamela. Si esto es correcto, Ariobarzanes debía ser un familiar cercano o amigo personal de Darío.

## Su papel tras Gaugamela
Los persas lucharon bravamente en Issos o Gaugamela pero fueron incapaces de evitar las victorias macedonias. Alejandro se dirigió a Babilonia y Susa. El Camino Real Persa conectaba Susa con las capitales de Persia, Persépolis y Pasargada. Mientras tanto, Darío estaba reconstruyendo el ejército en Ecbatana.
Era obvio que Alejandro quería llegar a los tesoros de Persépolis antes que Darío pudiera defenderlos. Ariobarzanes tenía que evitar el ataque del ejército macedonio a Persia, y para ello contaba con dos ventajas: sus hombres defendían su casa y por lo tanto estaban muy motivados, y conocía el terreno perfectamente. Existían pocos pasos a través de los montes Zagros, que en ese momento de enero del 330 a. C., estaban cubiertos de nievo y hielo, y Ariobarzanes sabía cómo explotar esa ventaja.
Cuando Alejandro se adentraba en un país desconocido normalmente dividía sus fuerzas para reducir riegos y facilitar el suministro de alimentos. Ariobarzanes debió saber por sus espías en el área de Masjid-e Solaiman, que el ejército macedonio se había separado en dos partes. El general de Alejandro Parmenión había tomado el mando de una parte marchando por el Camino Real. El rey tomó una ruta más al norte con la otra mitad. Ariobarzanes sabía dónde podía atrapar a su mayor contrincante: en la Puerta Persa, al nordeste de la actual Yasuj. Cuando hubiera vencido a Alejandro podría marchar contra Parmenión.
Es probable (aunque se desconoce por completo) que Ariobarzanes dejara a un ejército en el Camino Real. Hubiera sido una irresponsabilidad por su parte dejarlo a merced de los macedonios. Sabemos que en circunstancias normales, Parmenión tendría que haber invertido 3 semanas para ir de Susa a Persépolis, pero la realidad es que necesitó más tiempo, lo que hace suponer que encontró resistencia.
Para Ariobarzanes, Alejandro era el mejor de todos los enemigos posibles. Había masacrado a la tribu montañesa de los uxianos creyendo que, después de esta hazaña, todo el mundo huiría a su llegada. De hecho, en la Puerta Susiana, al oeste de Yasuj, nadie había aparecido para cortarle el paso. Creyendo que no encontraría ningún problema tampoco en la Puerta Persa, Alejandro olvidó enviar a sus exploradores al paso, marchando de lleno hacia la trampa de Ariobarzanes.

## Batalla en la Puerta Persa
El sátrapa había ocupado una posición cerca del pequeño poblado hoy conocido como Cheshmeh Chenar. Cuando alguien se acerca a este sitio desde el oeste, el valle conocido como Tang-e-Meyran, es inicialmente bastante ancho, así que los macedonios podían marchar a cierta velocidad. Pero Ariobarzanes sabía lo que estaba haciendo. Después de una hora de marcha, el valle se vuelve más estrecho y se curva hacia el este-sudeste, donde los macedonios quedarían cegados por el sol de la mañana. Inmediatamente después de que cruzaran un arroyo helado, tendrían que girar a la izquierda, donde el sátrapa les estaba esperando para enfrentarse a un ejército que pisaba suelo resbaladizo, empujado por su retaguardia y atacado desde la cima de varias colinas.
Nuestras fuentes mencionan que Ariobarzanes había construido un muro a través del cañón, pero probablemente no tuvo que hacerlo. La Puerta Persa sólo tenía unos metros de ancho. Fuera cierto o no, en un momento dado, los primeros macedonios se dieron cuenta de que no podían avanzar, entendieron que habían sido emboscados y vacilaron. Este era el momento que Ariobarzanes había estado esperando. Era suficiente una señal para convertir el valle en zona de muerte.
Desde la vertiente norte, los persas empezaron a tirar sin piedad todo tipo de piedras y pedruscos sobre los macedonios, quienes eran abatidos no individualmente sino por secciones completas. Desde la vertiente sur, los arqueros persas y las catapultas lanzaban sus proyectiles. Los macedonios entraron en pánico y trataron de volver atrás, pero les fue imposible hacerlo porque su retaguardia aún estaba avanzando. Debió pasar cierto tiempo antes de que los hombres de Alejandro pudieran batirse en retirada. Las bajas fueron dejadas atrás.

## El desenlace
Ariobarzanes sabía que la batalla no había acabado aún. Era tentador salir de su posición, avanzar hacia el oeste y atacar a Alejandro de noche, pero sabía que en la planicie al norte de Yasuj, la profesionalizada infantería macedonia no sería sorprendida. Era más probable que Alejandro lo reintentara un día después o que tomara otra ruta. Esto, sin embargo, hubiera sido muy peligroso. Desde Yasuj, los macedonios podían ir al norte hacia Gabae (moderna Isfahán), donde quedarían atrapados entre el ejército de Darío en Ecbatana y el de Ariobarzanes en Persia, o ir al sur para reunirse con Parmenión, donde igualmente quedarían atrapados entre Ariobarzanes y el hipotético ejército persa dejado en el Camino Real. Atendiendo a estos hechos, es normal que los persas tuvieran razones para pensar que su éxito podría cambiar el curso global de los acontecimientos. Alejandro no podía ir ni al norte ni al sur, o sea que tenía que rendirse o intentar el paso de nuevo.
Alejandro posteriormente descubrió un paso accesible alternativo. Nuestras fuentes sugieren que fue un guía local persa quien ofreció sus servicios al rey macedonio, de la misma forma que siglo y medio atrás, Efialtes de Tesalia había mostrado a Jerjes I la manera de circunvalar el Paso de las Termópilas. Sea cierto o no, la realidad es que al amanecer, Ariobarzanes se vio atacado por el norte por Filotas, por el este por Alejandro y por el oeste por Crátero.
Muchos persas fueron masacrados. Ariobarzanes consiguió escapar pero cuando llegó a Persépolis se le negó la entrada a la ciudad. El comandante de la guarnición de la ciudad ya conocía el desenlace de la batalla y se había convencido de que Alejandro era invencible, por lo tanto ya nadie necesitaba a Ariobarzanes vivo. Probablemente fue ejecutado por los macedonios.
Alejandro llegó al bonito palacio a finales de enero del 330 a. C. Nombró a un hombre llamado Frasaortes como sucesor de Ariobarzanes y necesitó cientos de dromedarios para llevarse el tesoro.